# Ревебцов, Юрий Александрович
Юрий Александрович Ревебцов (18 апреля 1942, Куйбышев — 3 июля 2005) — советский футболист, защитник, арбитр республиканской категории. Мастер спорта СССР (1964).

## Биография
Начал играть в футбол в Куйбышеве под руководством Александра Чистова. С 1959 в дубле «Крыльев Советов». Не имел твердого места в основном составе и иногда по целому сезону не выходил на поле. В 1964 году за выход в финал Кубка СССР по футболу получил звание Мастера спорта. Ради игровой практики в 1965 году перешёл в калининградскую «Балтику», за неё провел в чемпионатах и кубках 125 игр. После окончания карьеры игрока попеременно работал тренером в «Балтике», СДЮСШОР-5 и судил матчи первенства СССР.